# 250. п. н. е.

## Догађаји
- Опсада Лилибеја